# 纳罗达峰
纳罗达峰（俄语：Гора Народная）是俄罗斯乌拉尔山脉的最高峰，海拔1,894（6,214英尺），位于秋明州汉特-曼西自治区。它是歐洲俄羅斯除高加索地区以外的最高点。纳罗达峰名稱來源自同名河流。